# Nobusuma
Le nobusuma (野衾 ; « couette sauvage ») ou tobikura (飛倉 ; « cave-volante ») est un yōkai, créature du folklore japonais, mentionné dans des récits de l’époque d’Edo où il est décrit comme une créature ressemblant à un écureuil volant, plus particulièrement un musasabi (Petaurista leucogenys), mais son nom a parfois été utilisé comme une appellation alternative pour le momonga (Pteromys momonga).

## Description
Le nobusuma est connu pour son apparence semblable à celle du musasabi et pour ses habitudes nocturnes. Selon certaines légendes, il ne se contente pas juste de se nourrir de fruits et de noix, mais il consommerait aussi du feu, sucerait le sang des humains et des animaux, et attaquerait parfois des chats. Un témoignage rapporté dans l’Ume no Ō Zuihitsu (梅翁随筆) décrit un animal ayant attaqué des chats dans Edo, dont le cadavre, après avoir été tué, ressemblait à une belette avec des excroissances semblables à des ailes.
Une autre croyance populaire affirme que le nobusuma vole jusqu’aux humains pour leur couvrir les yeux et la bouche. Dans l’ouvrage Kyōka Hyaku Monogatari , il est représenté sous le nom de tobikura en train de masquer le visage d’un homme.
Le nobusuma est aussi mentionné dans le Honchō Sejidanki (本朝世事談綺), où il est dit qu’il éteint les torches des voyageurs en soufflant dessus et qu’il était ainsi perçu comme un esprit malveillant.

## Origines

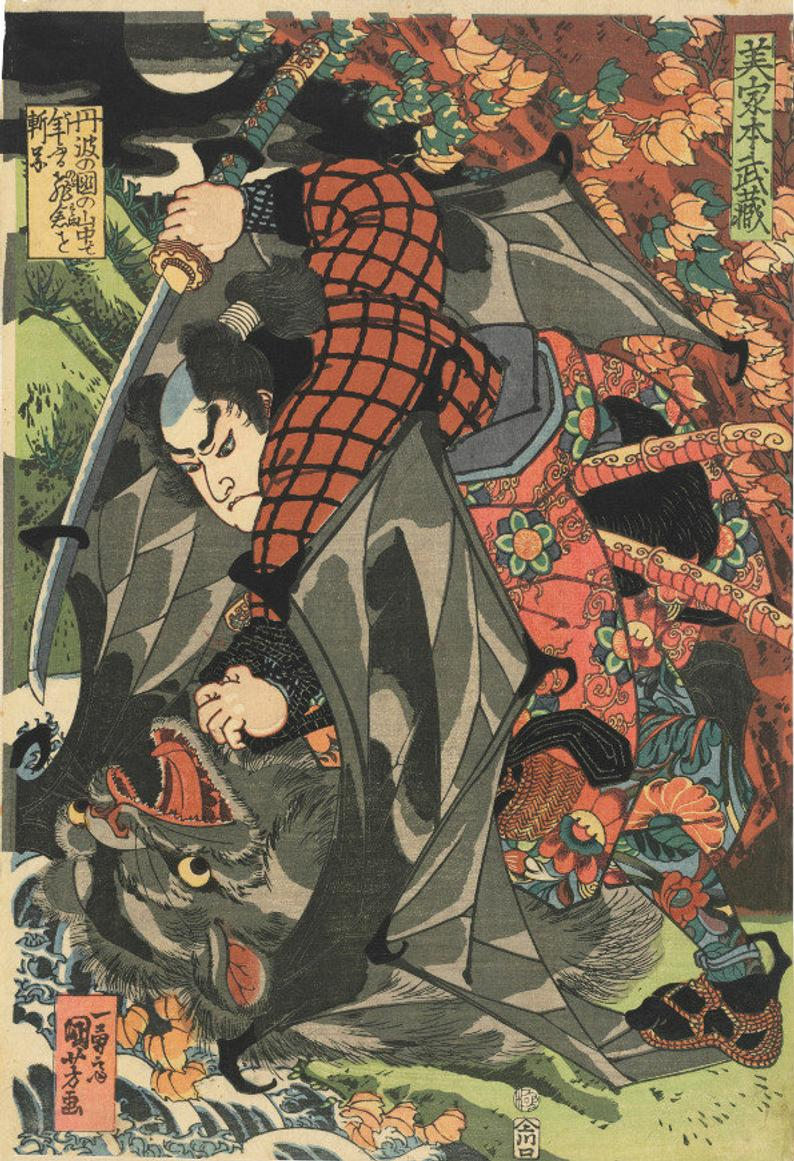
Miyamoto Musashi abattant un nobusuma âgé dans les montagnes de la province de Tanba (美家本武蔵 丹波の国の山中にて年ふる野衾を斬図), par Utagawa Kuniyoshi.

Le Ehon Hyaku Monogatari avance l’hypothèse que le nobusuma serait un chauve-souris ayant atteint un âge avancé et s’étant transformée en yōkai. D’ailleurs, la représentation du tobikura dans le Kyōka Hyaku Monogatari est celle d’une créature ayant une apparence proche de celle d’une chauve-souris.
L’artiste Utagawa Kuniyoshi a également illustré un combat entre le guerrier Miyamoto Musashi et un nobusuma dans une estampe intitulée Miyamoto Musashi abattant un nobusuma âgé dans les montagnes de la province de Tanba (美家本武蔵 丹波の国の山中にて年ふる野衾を斬図). Cependant, cette scène est purement fictive et relève d’une réinterprétation des récits de Musashi.
Une théorie avancée par certains folkloristes est que le nobusuma pourrait être une simple exagération des comportements des musasabi et des momonga, qui sont actifs la nuit et possèdent d’excellentes capacités de vision nocturne. Lorsqu’ils sont éblouis par la lumière d’une torche ou d’une lanterne, il leur arrive d’atterrir accidentellement sur des personnes, ce qui aurait pu être interprété comme une attaque d’un yōkai. Dans son recueil d’illustrations, le Konjaku Gazu Zoku Hyakki, Toriyama Sekien déclare que « le nobusuma est en réalité un musasabi ».

## Liens avec d'autresyōkai
Dans le même recueil de Toriyama Sekien, un yōkai du nom de dodo-jii (百々爺) est présenté comme une version âgée du nobusuma. Une autre tradition rapportée dans le Ehon Hyaku Monogatari indique que le nobusuma continue de se métamorphoser avec l’âge pour devenir un yōkai du nom de yama-chichi (山地乳), une créature capable d’allonger sa poitrine pour aspirer l’énergie vitale des humains.
Le nobusuma est également associé au noteppō, un autre yōkai mentionné dans le Ehon Hyaku Monogatari. Selon certaines versions, les deux créatures ne seraient qu’une seule et même entité, dérivant d’un animal appelé mami (猯). Le terme mami a longtemps été considéré comme une sorte de tanuki, mais certains ouvrages anciens comme le Wakan Sansai Zue distinguaient le tanuki du mami, et incluaient parfois le musasabi sous cette appellation, ce qui aurait conduit à la confusion entre ces différents yōkai.

## LeNofusuma
Dans la région de Kōchi, un autre yōkai appelé Nofusuma (野襖 ; « gilet sauvage »), est mentionné dans les annales de l’époque. Toutefois il pourraît s’agir d’une entité différente différent du nobusuma, plutôt comparable au nuribotoke, un esprit apparaissant sur les routes pour bloquer le passage des voyageurs. Certains documents ont néanmoins confondu ces deux créatures, amalgamant leurs caractéristiques.